# Seznam open source her
Toto je seznam open source her. Open source počítačové hry a videohry jsou hry, sestavené pomocí otevřeného software a jsou samy o sobě otevřené, včetně her s licencí public domain se zveřejněným zdrojovým kódem. Tento seznam obsahuje hry, ve kterých je jádro open-source, ale obsah hry (například média a úrovně) může být pod jinou licencí.

## Otevřené jádro a obsah zdarma
Hry v této tabulce jsou vyvíjeny pod svobodnou licencí a mají volný obsah, umožňující opakované použití, modifikaci a komerční distribuci celé hry. Licencí může být public domain, GPL, BSD licence, licence zlib, licence MIT, Creative Commons a další (viz srovnání svobodných a open-source licencí).
| Titul                      | První vydání                               | Poslední vydání | Žánr                        | Licence jádra    | Licence obsahu                     | Prostředí hry  | Popis |
| -------------------------- | ------------------------------------------ | --------------- | --------------------------- | ---------------- | ---------------------------------- | -------------- | --- |
| 0 A.D.                     | 2009                                       | 2015            | RTS                         | GPL v2           | CC-BY-SA                           | 3D             | Historické, multiplatformní RTS, používající originální jádro Pyrogenesis. Zdrojový kód hry byl uvolněn 10. července 2009. |
| 2048                       | 2014                                       | 2014            | Logická                     | licence MIT      | licence MIT                        | 2D             | Posuvné puzzle. |
| Abuse                      | 1996                                       | 2011            | Run and gun                 | Public domain    | Public domain                      | 2D             | Původně komerční hra vydaná Electronic Arts. |
| Argentum online            | 1999                                       | 2018            | MMORPG                      | GPLv3            | GPLv3                              | 2D             | ? |
| Armagetron Advanced        | 2001                                       | 2015            | Závodní hra                 | GPL              | GPL                                | 3D             | 3D hra pro více hráčů, závody motorek na motivy Tron. |
| AstroMenace                | 2007                                       | 2013            | Arkáda                      | GPL              | GPL, CC-BY-SA                      | 3D             | Vesmírná střílečka s rolováním nahoru. |
| Ballerburg                 | 1987                                       | 2008 (porty)    | Vojenský simulátor          | public domain    | public domain                      | 2D             | Volné dílo na internetových stránkách autora se zdrojovým kódem. Později portováno i na další systémy jako Linux, MacOS, iOS atd. |
| Bitva o Wesnoth            | 2005                                       | 2015            | TBS                         | GPL              | GPL                                | 2D             | Tahová taktická strategie s RPG prvky. Zahrnuje kampaň pro jednoho hráče a režim skirmish, stejně jako multiplayer. |
| Biniax                     | 2005                                       | 2012            | Logická                     | Licence Zlib     | Licence Zlib                       | 2D             | ? |
| Blades of Exile            | 1997                                       | 2011            | RPG                         | GPL              | GPL                                | 2D             | Byl původně komerční produkt Spiderweb Software. |
| Blob Wars                  | 2003                                       | 2009            | Plošinovka, Akční adventura | GPL              | GPL, CC-BY-SA, a další open source | 2D, 3D         | ? |
| Bos Wars                   | 2004                                       | 2013            | RTS                         | GPL              | GPL                                | Izometrické 2D | 2D RTS běžící na modifikované verzi jádra Stratagus. |
| BZFlag                     | 1997                                       | 2016            | Tanková FPS                 | LGPL             | LGPL                               | 3D             | ? |
| C-Dogs                     | 2002                                       | 2018            | Run and gun                 | GPLv2            | CC 0, CC BY, CC BY-SA              | 2D             | Střílečka s hotseat kooperativním nebo deathmatch režimem až pro 4 hráče. |
| Candy Box 2                | 2013                                       | 2013            | inkrementální Webová hra    | GPLv3            | GPLv3                              | 2D             | Zdrojový kód v typescriptu Candybox2 byl uvolněn pod GPLv3. |
| Cataclysm: Dark Days Ahead | 2013                                       | 2014            | RPG/roguelike               | CC-BY-SA         | CC-BY-SA                           | Text           | Postapokalyptická survival roguelike hra s otevřeným koncem. Hra prošla úspěšnou crowdfundingovou kampaň na kickstarter.com dne 22. června 2013. |
| Chromium B.S.U.            | 2000                                       | 2013            | Arkáda                      | Licence Artistic | Licence Artistic                   | 2D             | Rychlá arkádová vesmírná střílečka s posunem nahoru. |
| Colossal Cave Adventure    | 1976                                       | 1995            | Textová hra                 | Public domain    | Public domain                      | Text           | Původní textová adventura od Crowthera / Woodse. |
| Crossfire                  | 1992                                       | 2014            | MMORPG                      | GPL              | GPL                                | 3D             | Crossfire původně vzniklo jako clon Gauntlet vyvinutý Frankem Tore Johansenem na University of Oslo v Norsku. |
| Diamond Trust of London    | 2012                                       | 2012            | TBS                         | Public domain    | Public domain                      | 2D             | Po crowdfundingové kampani na Kickstarteru byl Diamond Trust of London vyvinut Jasonem Roherem a publikován na indiePub. Dne 28. srpna 2012 byla vydána verze pro Nintendo DS. Hra byla uvolněna jako public domain, hostovaná na SourceForge, stejně jako většina Rohrero her. |
| Dungeon Crawl Stone Soup   | 2006                                       | 2015            | Roguelike                   | GPL              | CC0                                | 2D             | Open-source fork hry Linley's Dungeon Crawl z roku 1997. |
| Endgame: Singularity       | 2005                                       | 2011            | Sci-fi/AI simulátor         | GPL              | GPL                                | 2D             | napsáno v Pythonu |
| Enigma                     | 2003                                       | 2014            | Logická                     | GPL              | GPL                                | 2D             | Klon Oxyd. |
| Fish Fillets NG            | 2004                                       | 2011            | Logická                     | GPL              | GPL                                | 2D             | Vydáno komerčně jako Fish Fillets v roce 1998. Zdrojový kód vydán v roce 2002 pod GPL. |
| FlightGear                 | 1997                                       | 2016            | Letecký simulátor           | GPL              | GPL                                | 3D             | Klon Microsoft Flight Simulator. |
| Freeciv                    | 1996                                       | 2016            | TBS                         | GPL              | GPL                                | Izometrické 2D | Klon Civilization II. |
| FreeCol                    | 2003                                       | 2015            | TBS                         | GPL              | GPL                                | Izometrické 2D | Klon Sid Meier's Colonization. |
| Freedoom                   | 1993 (2001)                                | 2015            | FPS                         | BSD              | BSD                                | 3D             | Klon Doom. |
| Frozen Bubble              | 2002                                       | 2008            | Logická                     | GPLv2            | GPLv2                              | 2D             | Klon Puzzle Bobble. |
| Gang Garrison 2            | 2008                                       | 2015            | Střílečka                   | MPL              | MPL                                | 2D             | Retro předělávka Team Fortress 2. Projekt byl pod GPLv3. |
| Glest                      | 2004                                       | 2008            | RTS                         | GPL              | CC-BY-SA                           | 3D             | 3D RTS hra se dvěma frakcemi, umělou inteligencí a jedno-platformní podporou hry v síti. Vývoj ustal v roce 2008. Existují dvě odnože, pojmenované MegaGlest a Glest Advanced Engine.                                                                                           |
| Globulation 2              | 2008                                       | 2009            | RTS                         | GPLv3            | GPLv3                              | 2D             | K začátku roku 2019 v beta verzi, prakticky bez dalšího vývoje. |
| GLtron                     | 2003                                       | 2003            | Závodní hra                 | GPL              | GPL                                | 3D             | Inspirováno závody na světelných motorkách z filmu Tron. |
| GNOME Games                | 1998                                       | 2010            | Různé                       | GPL              | GPL                                | 2D             | Sbírka her doprovázejících desktopové prostředí GNOME. |
| GNU Chess                  | 1984                                       | 2015            | TBS                         | GPL              | GPL                                | 2D             | ? |
| GNU FreeDink               | 1997                                       | 2012            | RPG                         | GPLv3            | licence zlib, a jiné volné licence | Izometrické 2D | Port hry Dink Smallwood se svobodnými zvuky. |
| GNU Go                     | 1999                                       | 2009            | TBS                         | GPL              | GPL                                | 2D             | ? |
| Hedgewars                  | 2007                                       | 2015            | Vojenský simulátor          | GPLv2            | GPLv2                              | 2D             | Klon Worms. |
| KDEGames                   | 1997 1998                                  | 2009            | Různé*                      | GPLv2            | GPLv2                              |                | Sbírka her poskytovaných s oficiálním vydáním KDE. |
| Kiki the nano bot          | 2003                                       | 2007            | Logická                     | Public domain    | Public domain                      | 3D             | Směs Sokobanu a Kula World. |
| Lincity                    | 1999                                       | 2013            | Budovatelská strategie      | GPL              | GPL                                | Izometrické 2D | Klon SimCity. |
| Linley's Dungeon Crawl     | 1997                                       | 2005            | Roguelike                   | LGPL             | LGPL                               | 2D             | |
| Liquid War                 | 1995                                       | 2014            | Bludiště                    | GPL              | GPL                                | 2D             | 2D hra, ve které ovládáte částice a přesunujete je tak aby porazil nepřátelskou stranu. |
| Lugaru                     | 2005                                       | 2010            | Akční TPS                   | GPLv2+           | CC-BY-SA                           | 3D             | |
| MegaGlest                  | 2010                                       | 2015            | RTS                         | GPL              | CC-BY-SA                           | 3D             | Multiplatformní 3D RTS až pro osm hráčů (mohou být řízeni umělou inteligencí) na sedmi frakcích. MegaGlest je odnož Glest. |
| MegaMek                    | 2005                                       | 2009            | TBS                         | GPL              | GPL                                | 2D             | Simuluje deskovou hru Classic BattleTech. |
| Micropolis                 | 1989 (jako SimCity) 2008 (jako Micropolis) | 2008            | Budovatelská strategie      | GPLv3            | GPLv3                              | 2D             | Open-source verze SimCity(1989). Také známý jako OLPC SimCity. |
| Microwar                   | 2000                                       | 2009            | Arkáda                      | BSD              | BSD                                | 2D             | Arkádova hra ve stylu Space Invaders, v krutém světě mikro-počítačového průmyslu. |
| Moria                      | 1983                                       | 1999            | RPG/roguelike               | GPL              | GPL                                | 2D             | Roguelike RPG vycházející z románu Johna Ronalda Reuela Tolkiena Pán prstenů. |
| NetHack                    | 1987                                       | 2015            | RPG/roguelike               | Nethack GPL      | Nethack GPL                        | Text           | Hra, o objevování podzemí, pro jednoho hráče. |
| Netrek                     | 1988                                       | 2011            | Shoot 'em up                | licence MIT      | licence MIT                        | 2D             | Následník Xtreku z roku 1986, Netrek byl poprvé hrán v roce 1988. Jednalo se o třetí internetovou hru, první internetovou týmovou hru, a od roku 2011 je nejstarší internetovou hrou, která se stále aktivně hraje.                                                             |
| Nexuiz                     | 2005                                       | 2009            | FPS                         | GPL              | GPL                                | 3D             | Odnož Xonotic v návaznosti na dohodu o komerční licenci od menšiny vývojového týmu. |
| Oolite                     | 2006                                       | 2015            | Vesmírný simulátor          | GPLv2            | GPLv2                              | 3D             | Klon Elite. |
| OpenArena                  | 2005                                       | 2012            | FPS                         | GPLv2            | GPLv2                              | 3D             | Klon Quake III. |
| OpenCity                   | 2003                                       | 2008            | Budovatelská strategie      | GPL              | GPL                                | 3D             | Klon SimCity. |
| OpenClonk                  | 2010                                       | 2016            | Akční, RTS, Plošinovka      | ISC              | CC BY                              | 2D             | Následovník série Clonk, která byla vydána jako shareware. |
| Pingus                     | 1998                                       | 2011            | Logická                     | GPL              | GPL                                | 2D             | Klon Lemmings s tučňáky v hlavní roli. |
| Pioneer                    | 2006                                       | 2016            | Vesmírný simulátor          | GPLv3            | CC-BY-SA                           | 3D             | Inspirováno Frontier: Elite 2 |
| PokerTH                    | 2006                                       | 2014            | Karetní hra                 | GPL              | GPL                                | 2D             | 2D |
| PySol                      | 2001                                       | 2009            | Karetní hra, Pasiáns        | GPLv3            | Public domain a GPLv3              | 2D             | ? |
| Red Eclipse                | 2011                                       | 2015            | FPS                         | licence zlib     | CC-BY-SA / CC BY                   | 3D             | jádro Cube 2: Sauerbraten. |
| Rigs of Rods               | 2007                                       | 2015            | Dopravní simulátor          | GPLv3            | GPLv3                              | 3D             | Rigs of Rods byl původně vytvořen jako simulátor off-road tahačů, ale vyvinul se v univerzální fyzikální pískoviště. |
| Rocks'n'Diamonds           | 1995                                       | 2013            | Logická                     | GPLv2            | GPLv2                              | 2D             | Logická rolovací hra s dílky, která by mohla být popsána jako kombinace Boulder Dash, Supaplex, Emerald Mine, a Sokoban. |
| Ryzom                      | 2004                                       | 2015            | MMORPG                      | AGPL             | CC-BY-SA                           | 3D             | Všechny textury a efekty, 3D modely, animace, postavy a oblečení (kromě hudba nebo zvuků) jsou pod CC-BY-SA. |
| Scorched 3D                | 2001                                       | 2012            | Vojenský simulátor          | GPL              | GPL                                | 3D             | Klon Scorched Earth. |
| Secret Maryo Chronicles    | 2003                                       | 2009            | Plošinovka                  | GPLv3            | GPLv3                              | 2D             | 2D plošinovka inspirovaná sérií Super Mario. |
| Simutrans                  | 1997                                       | 2016            | simulátor obchodu           | Licence Artistic | Licence Artistic                   | 2D             | Podobně jako u Transport Tycoonu a jeho open-source klonu, OpenTTD, musí hráč vybudovat ziskový dopravní systém. |
| Sintel The Game            | 2012                                       | 2012            | RPG                         | GPL              | CC BY, GPL                         | 3D             | Založeno na filmu Sintel od Blender Foundation. |
| Smash Battle               | 2008                                       | 2009            | Plošinovka                  | GPLv3            | CC                                 | 2D             | Smash Battle je retro 8bitová střílečka inspirovaná bojovými mini-hrami v Super Mario Bros. 3. |
| Sopwith                    | 1984                                       | 2014            | Shoot 'em up                | GPL              | GPL                                | 2D             | Zdrojový kód v C a x86 assembly byl uvolněn v roce 2000, nejprve pouze pro nekomerční užití, ale později na žádost fanoušků pod GNU GPL. |
| Space Station 13           | 2003                                       | 2013            | RPG                         | GPLv3+           | CC-BY-SA                           | 2D             | Multiplayerová 2D RPG. Napsaná v BYOND. |
| Speed Dreams               | 2010                                       | 2012            | Závodní simulátor           | GPLv2+           | FAL                                | 3D             | Odnož od TORCS z roku 2008. |
| StepMania                  | 2005(?)                                    | 2015            | Taneční                     | licence MIT      | licence MIT                        | 2D i 3D        | Klon DDR, hráč musí mačkat tlačítka v rytmu hudby. |
| SuperTux                   | 2003                                       | 2015            | Plošinovka                  | GPL              | GPL                                | 2D             | 2D plošinovka inspirovaná sérií Super Mario. |
| SuperTuxKart               | 2006                                       | 2015            | Závodní hra                 | GPL              | GPL                                | 3D             | Arkádové závody podobné jako Mario Kart. |
| Teeworlds                  | 2007                                       | 2014            | Plošinovka                  | licence zlib     | CC-BY-SA 3.0 (kromě fontů)         | 2D             | 2D střílečka s posunováním do strany. |
| Tenés Empanadas Graciela   | 1996                                       | 2007            | TBS                         | GPLv2            | GPLv2                              | 2D             | Podle deskové hry Risk. |
| Terasology                 | 2011                                       | 2019            | Sandbox                     | Apache           | Apache, CC BY 4.0                  | 3D             | Voxelová hra psaná v jazyce Java, zaměřená primárně na usnadnění tvorby uživatelského obsahu a modů. |
| The Castle Doctrine        | 2014                                       | 2014            | MMO                         | Public domain    | Public domain                      | 2D             | Hra on Jasona Rohrera, vyvíjená na SourceForge a prodávaná na Steamu za $14.99. |
| Tremulous                  | 2006                                       | 2009            | FPS                         | GPL              | CC-BY-SA                           | 3D             | Mimozemská kontra lidská základna, stavba, obrana, a útoky na opačnou frakci. |
| TripleA                    | 2002                                       | 2015            | TBS                         | GPL              | GPL                                | 2D             | Tahová strategická hra inspirovaná Axis & Allies a mechanikou deskové hry. Vývoj probíhá. |
| Tux Racer                  | 2000                                       | 2009            | Závodní hra                 | GPL              | GPL                                | 3D             | ? |
| Tux, of Math Command       | 2001                                       | 2011            | Didaktická hra              | GPL              | GPL                                | 2D             | ? |
| UFO: Alien Invasion        | 2006                                       | 2014            | TBS                         | GPL              | GPL, CC-BY-SA                      | 3D             | Inspirováno sérií X-COM, ale s 3D souboji na zemském povrchu. |
| UltraStar Deluxe           | 2007                                       | 2010            | Hudební                     | GPL              | GPL, CC                            | 2D             | Klon SingStar. |
| Unknown Horizons           | 2008                                       | 2014            | Budovatelská strategie      | GPL              | GPL, CC, OFL                       | Izometrické 2D | Směs žánru Budovatelská strategie a Realtimová strategie, inspirováno sérii Anno. |
| Unvanquished               | 2012                                       | 2016            | FPS                         | GPL              | CC-BY-SA                           | 3D             | Týmová FPS s prvky RTS, odvozené od Tremulous - Homepage |
| Vega Strike                | 2008                                       | 2012            | Vesmírný simulátor          | GPL              | GPL                                | 3D             | Klon Elite s jádrem vesmírného simulátoru. |
| Warmux                     | 2002                                       | 2010            | Vojenský simulátor          | GPL              | GPL                                | 2D             | Klon Worms. |
| Warsow                     | 2005                                       | 2015            | FPS                         | GPL              | CC-BY-SA                           | 3D             | Rychlá arénová FPS s pohybovými triky. |
| Warzone 2100               | 1999                                       | 2016            | RTS                         | GPLv2            | CC-BY-SA                           | 3D             | Postapokalyptická, multiplatformní RTS. |
| Widelands                  | 2002                                       | 2014            | RTS                         | GPL              | GPL                                | Izometrické 2D | Widelands je RTS klon The Settlers II. |
| WorldForge                 | 1998                                       | 2014            | MMORPG                      | GPL              | GPL                                | 3D             | Open-source framework pro MMORPG. |
| Xconq                      | 1987                                       | 2005            | TBS                         | GPL              | GPL                                | 2D             | Mechanika 4X. |
| X-Moto                     | 2005                                       | 2012            | Plošinovka                  | GPL              | GPL                                | 2D             | Klon Elasto Mania. |
| Xonotic                    | 2010                                       | 2015            | FPS                         | GPL              | GPL                                | 3D             | Odnož a přímý následovník Nexuiz. |
| XPilot                     | 1992                                       | 2010            | Arkáda                      | GPL              | GPL                                | 2D             | Hra pro více hráčů na motiv Asteroids. |
| Yo Frankie!                | 2008                                       | 2009            | Akční adventura             | GPL, LGPL        | CC BY 3.0                          | 3D             | ? |